# Regent's Park
Regent's Park er en af de kongelige parker i London. Den ligger i den nordlige del af det centrale London, delvis i City of Westminster og delvis i Camden.
London Zoo ligger i parken, mens den danske kirke i London (Sct. Katharine´s Danske Kirke) ligger tæt på Regent's Park.